# Кладофоровые
Кладо́форовые, или Сифоноклада́льные (лат. Cladophorales) — порядок зелёных водорослей класса Ульвофициевые (Ulvophyceae). Насчитывает около 30 родов и более 400 видов. Встречаются в морских, солоноватых и пресных водоёмах.
Эгагропила Линнея, ранее входившая в состав рода Кладофора, активно используется в аквариумистике.

## Ботаническое описание
Для представителей этого порядка характерен сифонокладальный тип дифференциации таллома, при котором слоевище состоит из многоядерных клеток. Митоз в них не связан с цитокинезом. Перегородки формируются за счёт впячивания плазмалеммы и плазмодесм не имеют. Клетки обычно содержат большое количество хлоропластов.
Жизненный цикл гаплодиплобионтный со спорической редукцией и изоморфной сменой поколений. При этом не формируется никаких специальных структур для полового размножения, вегетативные клетки преобразуются в спорангии и гаметангии. Гаплоидный гаметофит продуцирует двужгутиковые гаметы, в то время как диплоидный спорофит — четырёхжгутиковые мейоспоры. Некоторые виды размножаются бесполым путём с помощью двужгутиковых или четырёхжгутиковых зооспор. Вегетативное размножение происходит за счёт фрагментации таллома.

## Семейства
- Anadyomenaceae
- Boodleaceae
- Cladophoraceae — Кладофоровые
- Okellyaceae
- Pithophoraceae
- Pseudocladophoraceae
- Siphonocladaceae
- Valoniaceae — Валониевые